# 京都市立竹田小学校
京都市立竹田小学校（きょうとしりつ たけだしょうがっこう）は、京都府京都市伏見区竹田にある公立小学校。

## 沿革
- 1873年9月 - 知新竹田小学校創立
- 1886年5月 - 京都府紀伊郡第一学区公立竹田小学校へ改称
- 1887年4月 - 竹田尋常小学校へ改称
- 1900年4月 - 女子手芸学校を付設
- 1903年5月 - 校舎を増築
- 1920年1月 - 女子手芸学校を廃止し、実業補習学校を設置
- 1928年4月 - 高等科を設置し、竹田尋常高等小学校へ改称
- 1933年4月 - 校舎を増改築
- 1934年9月 - 室戸台風で校舎が損壊
- 1936年2月 - 校舎を増築
- 1941年4月 - 国民学校令公布により、竹田国民学校へ改称
- 1943年 - 国民青年学校を廃止
- 1947年4月 - 学制改革により、京都市立竹田小学校へ改称
- 1961年9月 - 第二室戸台風で校舎が損壊
- 1967年8月 - プールが竣工
- 1973年10月 - 第1期改築工事（北校舎）が竣工
- 1974年7月 - 第2期改築工事が竣工
- 1975年7月 - 第3期改築工事が竣工
- 1977年3月 - 第4期改築工事（本館、北校舎など）が竣工
- 1983年2月 - 防球ネットを増設
- 1994年3月 - コンピューター配置
- 1996年4月 - 校長室・職員室にエアコンを設置
- 2001年6月 - 保健室にエアコンを設置
- 2008年6月 - 管理棟・教室棟を改築

## 主な進学先
- 京都市立藤森中学校

## 周辺施設
- 近鉄京都線・京都市営地下鉄烏丸線 竹田駅

## 交通アクセス
- 近鉄京都線・京都市営地下鉄烏丸線 竹田駅下車

## 通学区域が隣接している学校
- 京都市立砂川小学校
- 京都市立深草小学校
- 京都市立藤ノ森小学校
- 京都市立伏見住吉小学校
- 京都市立下鳥羽小学校
- 京都市立上鳥羽小学校